# Pachygnatha okuensis
Pachygnatha okuensis is een spinnensoort in de taxonomische indeling van de strekspinnen.
Het dier behoort tot het geslacht Pachygnatha. De wetenschappelijke naam van de soort werd voor het eerst geldig gepubliceerd in 1994 door Bosmans & Bosselaers.